# Marphysa mcintoshi
Marphysa mcintoshi är en ringmaskart som beskrevs av Crossland 1903. Marphysa mcintoshi ingår i släktet Marphysa och familjen Eunicidae. Inga underarter finns listade i Catalogue of Life.